# Зимницы (Сафоновский район)
Зимницы (Зимница) — деревня в Смоленской области России, в Сафоновском районе. Расположена в центральной части области в 5 км к северо-востоку от Издешкова и в 1 км к югу от автомагистрали М1 «Беларусь». Административный центр Зимницкого сельского поселения.Поселение основано в 2005 году путём слияния Издешковской и Алферовской Администраций.

## География
Расположен в центральной части области в 30 км к востоку от Сафонова, в 258 км от Москвы, в 1 км южнее автомагистрали М1 «Беларусь», на берегу реки Дымица. Является административным центром Зимницкого сельского поселения.

## История
• О Зимницах.
Более 400 сот лет назад ,ныне в Сафоновском районе появилась на свет небольшая деревенька с красивым названием Зимницы.Происхождение которой кроется в корне "зим" от слов "зима", "зимовать". По рассказу историка-археолога Жаворонкова в этих местах во времена Ивана Грозного шла активная вырубка леса. Люди жили в землянках, в которые пробирались через верхний люк. Эти землянки назывались "зимницы". Отсюда и пошло название насёлённого пункта.
В 1958 году Зимницы стали центром колхоза им.Куйбышева
В годы Великой Отечественной войны населённый пункт был оккупирован гитлеровскими войсками в сентябре 1941 года, освобождена в 1943 году.
В советское время построены медпункт, магазин, дом культуры, школа, библиотека, детский сад, бар, общественная баня. Скульптура на братской могиле воинов Советской Армии, погибших в 1941—1943 годах.

## Праздники отмечаемые в Зимницах
- «День села» - отмечается в последнию субботу июля.

## Улицы Зимницы
Всего в посёлке 5 улиц:
- Центральная
- Городская
- Молодёжная
- Приозёрная
- Старая деревня

## Торговля
Один и единственный магазин на весь посёлок
- Магазин самообслуживания «ОГОНЁК» Сафоновского РАЙПО

## Архитектура и достопримечательности
- Зимницкое озеро.

На реке Дымнице в начале 60-х годов силами хозяйства-колхоза  им.Куйбышева  были высажены саженцы сосен и создан пруд  для разведения рыбы и отдыха. Они стали главными достопримечательностями и любимыми местами отдыха местных жителей и всех приезжающих.
Само озеро было еще до Великой Отечественной войны.На плотине стояла мельница, и не далеко –школа. После войны плотину взорвали местные жители  с целью ловли рыбы. Восстановлением занялись в 1967 году.Чтобы почистить  дно озера ,прибегли к помощи трактаров  Издешковской «Сельхозтехники».  Проекта на строительство не было. Естественно построено всё с заметными нарушениями ряда требований. Но это никому не мешало .
На протяжении многих лет водоем не чистился и не проводились ремонтные работы сооружения, наоборот, вандалы вырезали железные конструкции. Но и животные оставили свой след. Они делали норы- подкопы. А вода ,как говорят, дырочку найдет.
В 2013 году было большое весеннее половодье. Лили сильные дожди. Вода размыла берег рядом с дамбой , и «ушла».
В настоящий момент  необходимо провести восстановительные работы водосбрасывающего  устройства (дамбы). Очистить котлован от ила и растительности, осуществить обустройство берега- создать пляж , оформить водоохранную зону.
- Скульптура на братской могиле.

Скульптура на братской могиле воинов Советской Армии, погибших в 1941—1943 годах.

## Физкультура и спорт
- Футбольная площадка
- Баскетбольная площадка
- Лыжная трасса
- Детская площадка

## Культура
- Зимницкий сельский дом культуры
- Зимницкий историко-краеведческий музей
- Центральная и детская библиотеки

## Средства массовой информации
- Общественно-массовая газета «Сафоновская правда»
- ООО Телерадиостудия «Сафоново»
- ООО «Телекомпания СНТ»
- «Радио-Сафоново»
- Интернет-портал Ok-«Зимницы LIFE»
- Интернет-портал VK-«Зимницкий дом культуры»

## Образование
Зимницкая основная общеобразовательная школа

## Интернет
В сфере предоставления скоростного доступа в Интернет в Зимницах выделяются следующие интернет-провайдеры:
- Ростелеком (ПАО «Ростелеко́м») -широкополосный доступ в интернет по технологиям VDSL-2.

## Связь
В посёлке работают 6 сотовых операторов стандарта GSM:
- Yota
- Теле2
- МегаФон
- МТС
- Билайн

В сентябре 2009 МегаФон, а 31 декабря 2010 года также Билайн и МТС запустили в поселке сеть третьего поколения стандарта UMTS 2100.
С июля 2018 года на территории Зимницы действует сеть 4G LTE, от МТС и Теле2
Отделение ПОЧТЫ РОССИИ

## Радиостанции
FM
- 88.70  - Радио Ваня
- 100.90 - Европа Плюс
- 102.50 - Дорожное Радио
- 104.50 - Авторадио
- 105.40 - Радио Шансон

## Цифровое телевидение (DVB-T2)
- 1 мультиплекс - 23 твк (10 каналов, 3 радио) (вещает)
- 2 мультиплекс - 25 твк (10 каналов) (вещает)